# Mark Philippoussis
Mark Anthony Philippoussis (1976. november 7. Williamstown, Ausztrália) hivatásos ausztrál teniszező. 1994-ben kezdte meg profi karrierjét. Karrierje során két Grand Slam-döntőbe jutott be: 1998-ban a US Openen, 2003-ban Wimbledonban.

## Grand Slam-döntői

### Elvesztett döntők (2)
| Év   | Bajnokság | Ellenfél a döntőben | Döntő eredménye     |
| 1998 | US Open   | Patrick Rafter      | 3–6, 6–3, 2–6, 0–6  |
| 2003 | Wimbledon | Roger Federer       | 6–7(5), 2–6, 6–7(3) |

## Tornagyőzelmei (11)
| Összesítés                                            | Összesítés |
| ----------------------------------------------------- | ---------- |
| Grand Slam-torna                                      | (0)        |
| ATP World Tour Masters 1000 / ATP Masters Series      | (1)        |
| ATP World Tour 500 Series / International Series Gold | (2)        |
| ATP World Tour 250 Series / International Series      | (8)        |
| ATP World Tour Finals / Tennis Masters Cup            | (0)        |

| No. | Dátum                | Torna                   | Borítás | Ellenfél a döntőben | Döntő eredménye         |
| 1.  | 1996. október 14.    | Toulouse, Franciaország | Kemény  | Magnus Larsson      | 6–1, 5–7, 6–4           |
| 2.  | 1997. március 3.     | Scottsdale, USA         | Kemény  | Richie Reneberg     | 6–4, 7–6(4)             |
| 3.  | 1997. április 28.    | München, Németország    | Salak   | Àlex Corretja       | 7–6(3), 1–6, 6–4        |
| 4.  | 1997. június 9.      | London, Anglia          | Fű      | Goran Ivanišević    | 7–5, 6–3                |
| 5.  | 1998. február 16.    | Memphis, USA            | Kemény  | Michael Chang       | 6–3 6–2                 |
| 6.  | 1999. február 8.     | San José, USA           | Kemény  | Cecil Mamiit        | 6–3, 6–2                |
| 7.  | 1999. március 8.     | Indian Wells, USA       | Kemény  | Carlos Moyà         | 5–7, 6–4, 6–4, 4–6, 6–2 |
| 8.  | 2000. február 7.     | San José, USA           | Kemény  | Mikael Tillström    | 7–5, 4–6, 6–3           |
| 9.  | 2001. február 19.    | Memphis, USA            | Kemény  | Davide Sanguinetti  | 6–3, 6–7(5) 6–3         |
| 10. | 2003. szeptember 22. | Sanghaj, Kína           | Kemény  | Jiří Novák          | 6–2, 6–1                |
| 11. | 2006. július 16.     | Newport, USA            | Fű      | Justin Gimelstob    | 6–3, 7–5                |